# Stephen Hopkins (polityk)
Stephen Hopkins (ur. 7 marca 1707 w Providence (Rhode Island), zm. 13 lipca 1785 tamże) – amerykański członek Kongresu Kontynentalnego ze stanu Rhode Island, sygnatariusz Deklaracji Niepodległości Stanów Zjednoczonych. 

## Życiorys
Stephen Hopkins był gubernatorem stanu Rhode Island; sędzią Sądu Najwyższego w stanie Rhode Island; urodził się i zmarł w Providence, w stanie Rhode Island. 